# 그가 간이역에 내렸다
《그가 간이역에 내렸다》는 2000년 2월 27일에 방영한 KBS 일요베스트이다.

## 줄거리
정인은 동해의 작은 바닷가 간이역에서 식당 집의 딸로, 서울로 떠난 사랑하는 남자 민석을 오랫동안 기다리고 있다. 그러던 어느날 민호가 배다른 형 민석의 유품을 갖고 그 간이역에 도착한다. 민호는 죽은 형 민석의 애인이 전혀 모르는 상태에서 정인을 만나게 되고, 정인 역시 민호가 민석의 동생이라는 것을 모른다.
정인이 역사에 두고 간 민호의 낡은 하모니카를 찾아주게 되면서 두 사람은 항까지 동행한다. 서울에서 해결사 일을 하는 민호는 도망친 배도식을 잡으러 동해의 항구까지 내려오면서, 더불어 그곳에 살고 있는 아버지에게 형의 죽음을 알리고 형의 유품을 전해야 했다. 하지만 자신과 자신의 엄마를 버린 아버지에 대한 미움이 가슴속에 사무쳤다. 그러나 민호는 아버지 영철의 고단한 삶을 가까이서 지켜보게 되니, 차마 민석의 죽음을 알리지 못한 채 조금씩 흔들려가는 자신을 발견한다.

## 등장 인물

### 주요 인물
- 임동진 : 김영철 역 - 민호의 아버지
- 김영란 : 혜순 역 - 민호의 어머니
- 원빈 : 민호 역
- 박은혜 : 정인 역
- 양동근 : 윤태 역 - 민호의 부하

### 그 외 인물
- 조양자 : 정인의 어머니 역
- 이한위 : 배도식 역
- 오영순
- 조병곤
- 황동석
- 박귀성